# Marktplein (Hoofddorp)
Het Marktplein in Hoofddorp is het centrale plein van de grootste plaats in de Noord-Hollandse gemeente Haarlemmermeer. Het plein is gelegen ten oosten van de Kruisbrug over de Hoofdvaart.

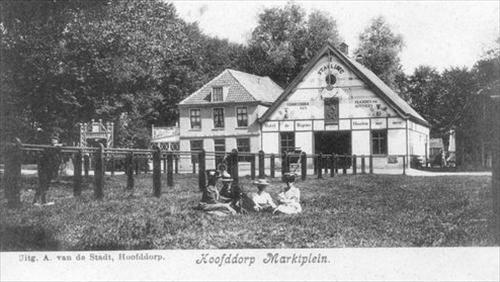
Marktplein te Hoofddorp rond 1910

Het Marktplein ontstond na de naamswijziging van Kruisdorp in Hoofddorp in 1868 en was oorspronkelijk een plein waar markten werden gehouden onder meer een paardenmarkt. De straat achter het Marktplein heet daarom Draverslaan, omdat daar de paarden uit konden draven alvorens naar de markt te gaan. Het vroegere station aan de Haarlemmermeerspoorlijn was in de nabijheid van het plein.
Het plein groeide uit tot het belangrijkste plein van Hoofddorp en was voor de gehele Haarlemmermeer van belang. Aan het plein was ook het busstation gevestigd waar streekbussen van de Maarse & Kroon, later Centraal Nederland naar alle windstreken vertrokken. Begin jaren 90 werd het busstation verplaatst naar de Melis Spaansweg en werd het Marktplein autovrij. In de omgeving van het Marktplein verschenen een groot aantal nieuwe winkels en ook ontstond er een uitgaanscentrum. Later verhuisde het busstation naar het Burgemeester van Stamplein.